# Epidapus incundus
Epidapus incundus är en tvåvingeart som beskrevs av Werner Mohrig 1996. Epidapus incundus ingår i släktet Epidapus och familjen sorgmyggor. Inga underarter finns listade i Catalogue of Life.